# Euploea delicia
Euploea delicia är en fjärilsart som beskrevs av Hans Fruhstorfer 1910. Euploea delicia ingår i släktet Euploea och familjen praktfjärilar. Inga underarter finns listade i Catalogue of Life.